# Logobou
Logobou è un dipartimento del Burkina Faso classificato come comune, situato nella provincia di Tapoa, facente parte della Regione dell'Est.
Il dipartimento si compone del capoluogo e di altri 16 villaggi: Diabonli, Fangou, Houaré, Kalimama, Kindi-Kombou, Mahadaga, Mamangou, Momba, Moridéni, Mouabou, Nadiéringa, Nagaré, Namponkoré, Namponsiga, Palboa e Siaga.